# Карлссон, Никлас (лыжник)
Никлас Карлссон (швед. Niklas Karlsson; род. 7 мая 1980, Швеция) — шведский лыжник, призёр этапа Кубка мира. Специалист дистанционных гонок. 
В Кубке мира Карлссон дебютировал 17 марта 2001 года, в марте 2005 года единственный раз в карьере попал в тройку лучших на этапе Кубка мира, в эстафете. Кроме этого имеет на своём счету 1 попадание в десятку лучших на этапах Кубка мира. Лучшим достижением Карлссона в общем итоговом зачёте Кубка мира является 108-е место в сезоне 2005/06.
За свою карьеру на Олимпийских играх и чемпионатах мира не выступал.